# Думай як пес
Світова прем'єра відбулася 9 червня 2020 року. Фільм продемонстрований компанією «Lionsgate». Прем'єра в Україні відбулася 13 серпня 2020-го.

## Стислий зміст
Після катастрофічного провалу експерименту дванадцятирічний технологічний вундеркінд виявив, що у нього виник несподіваний телепатичний зв'язок зі своїм собакою. Але у результаті провалу усе обертається на краще. Адже завдяки підказкам собаки хлопцю вдається вирішувати проблеми в школі, вдома та навіть з дівчатами.

## Знімалися
- Джош Демел
- Меган Фокс
- Гебріел Бейтман
- Тодд Сташвік
- Джанет Монтгомері
- Джулія Джонс
- Кунал Найар
- Браян Каллен
- Гоу Мінгао